# Foussemagne
Foussemagne är en kommun i departementet Territoire de Belfort i regionen Bourgogne-Franche-Comté i östra Frankrike. Kommunen ligger i kantonen Fontaine som tillhör arrondissementet Belfort. År 2022 hade Foussemagne 885 invånare.

## Befolkningsutveckling
Antalet invånare i kommunen Foussemagne
| Referens: INSEE |